# Otto Maria Carpeaux
Pour les articles homonymes, voir Carpeaux.
Œuvres principales
- História da Literatura Ocidental (1947)

Otto Maria Carpeaux (Vienne, 1900 – Rio de Janeiro, 1978), né Otto Karpfen, était un essayiste, critique littéraire et journaliste autrichien naturalisé brésilien.
Né et formé en Autriche, Otto Karpfen acquit dans l’entre-deux-guerres un renom comme critique littéraire, et fut en même temps un idéologue du parti catholique conservateur. Cependant, de père juif, il préféra s’exiler à la suite de l’Anschluss de son pays natal au Reich allemand. Installé au Brésil, il devint, après avoir changé de nom et utilisant désormais la langue de son pays d’adoption, chroniqueur littéraire dans divers journaux et revues, et se mit à publier parallèlement une série d’ouvrages de critique littéraire, de musique et d’histoire culturelle, dont, en 1947, la monumentale História da Literatura Ocidental, vaste fresque raisonnée de la production littéraire d’Occident où auteurs et œuvres — d’Homère aux écrivains brésiliens contemporains — sont non seulement situés dans leur époque et leur mouvement littéraire, mais aussi, suivant une méthodologie ample, appréhendés au regard de leur contexte psychologique, économique, sociologique etc. Proche du PC brésilien, il s’en éloigna peu à peu à partir de la fin des années 1940, mais s’engagea, après le coup d’État de 1964, explicitement contre les régimes militaires qui se succédèrent ensuite.

## Biographie

### En Europe
Otto Maria Carpeaux naquit à Vienne, alors capitale de l’Empire austro-hongrois, le 9 mars 1900, comme fils unique de Max Karpfen, juif autrichien exerçant une profession libérale, et de Gisela Schmelz Karpfen, de confession catholique et issue d’une famille catholique traditionnelle. Le ménage au sein duquel il grandit ne disposait pas de grandes richesses matérielles, mais était pleinement intégrée à la société assez conservatrice (mais se libéralisant) de son temps. À l’issue de ses études secondaires dans sa ville natale, Otto Maria Carpeaux (qui se nommait encore Otto Karpfen) s’inscrivit, sur les instances de sa famille, à la faculté de droit, mais abandonna un an plus tard. Entre 1920 et 1930, il étudia à l’institut de chimie de l’université de Vienne, mais n’exerça jamais d’activité professionnelle en rapport avec cette formation scientifique. À la même époque, il fréquentait en revanche les cercles littéraires de Vienne, assistait aux conférences publiques de Karl Kraus, et étudia parallèlement la philosophie (obtenant un doctorat en 1925), puis les mathématiques (à Leipzig, en Allemagne), la sociologie (à Paris), la littérature comparée (à Naples) et les sciences politiques (à Berlin), tout en se consacrant dans le même temps à la musique.
En mars 1930, il épousa Hélène Silberherz, qui devait rester sa compagne toute sa vie. Ainsi qu’il appert de certains de ses ouvrages politiques, tels que Wege Nach Rom, il abjura le judaïsme en 1933 pour se convertir à la religion catholique, et ajouta à son nom Maria et Fidelis, ne gardant toutefois ce dernier ajout que quelque temps seulement. Carpeaux, qui était rédacteur de la revue hebdomadaire Berichte zur Kultur- und Zeitgeschichte et publiait déjà, à l’âge de 31 ans, des articles de critique littéraire dans l’importante revue Neue Freie Presse, toutes deux établies à Vienne, sera cependant contraint de quitter son pays peu avant la Deuxième Guerre mondiale et de renoncer à la prometteuse carrière d’essayiste et de journaliste qui s’était ouverte à lui en Autriche dans les années 1930.
Karpfen/Carpeaux appartenait à une génération dont les valeurs morales et esthétiques étaient en porte-à-faux avec la culture et la société traditionnelles autrichiennes et qui s’était incarnée dans le mouvement Jeune Vienne (Jung-Wien), lequel réunissait quelques noms retentissants dans le domaine de la poésie et du théâtre européens, tels que Hugo von Hofmannsthal, Hermann Bahr, Arthur Schnitzler et Stefan Zweig. Le principal point de désaccord de Karpfen vis-à-vis de ce mouvement portait sur la valorisation extrême de l’esthétique et sur l’idéalisme de ses représentants, ce qui les éloignait de l’engagement politique, que Karpfen justement considérait comme impératif dans l’Europe de l’entre-deux-guerres. Aussi Otto Karpfen fut-il actif comme journaliste politique et, une fois sa conversion au catholicisme accomplie, comme intellectuel organique au service du programme politique clérical et conservateur défendu par le Parti social-chrétien autrichien, au point que certains auteurs en sont venus à le qualifier d’idéologue attitré de cette mouvance politique.

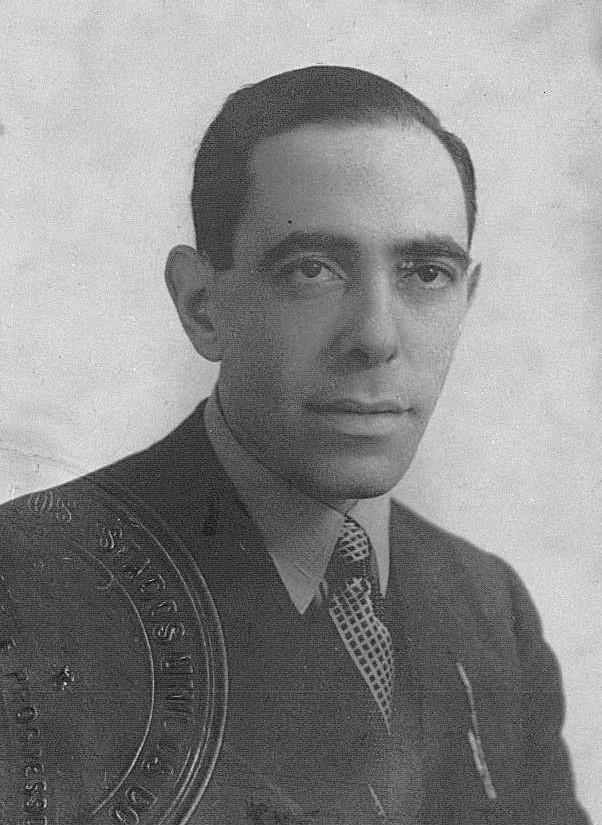
Otto Maria Carpeaux, photo prise à Anvers en 1939.

Il devint l’homme de confiance de deux premiers ministres à Vienne, Engelbert Dollfuss et Kurt von Schuschnigg, les deux derniers chefs de gouvernement de l’Autriche avant que ce pays ne fût incorporé au Reich allemand. Cette annexion l’obligea à prendre le chemin de l’exil. Début 1938, il s’enfuit avec sa femme à Anvers, en Belgique, où il travailla pendant un an environ comme journaliste au quotidien belge de langue néerlandaise Gazet van Antwerpen, et de solides indices portent à croire qu’il apporta aussi sa collaboration à la revue belge catholique la Cité chrétienne, sous le pseudonyme d’Otto Maria Fidelis et de Dr Leopold Wiesinger.
Il est à noter du reste que la partie européenne de la trajectoire de Karpfen/Carpeaux, quand il signait encore ses écrits par Otto Karpfen ou, après sa conversion au catholicisme, par Otto Maria Karpfen, n’a été que peu évoquée par Carpeaux tout au long de sa vie au Brésil, ou souvent simplement effleurée, sinon tout à fait occultée.
Les circonstances qui lui firent apparaître le Brésil comme une possibilité d’exil ne sont pas à ce jour totalement élucidées, mais il est certain cependant que sa condition de juif apostat eut pour conséquence de l’écarter des listes de réfugiés dressées par la communauté juive internationale. Toujours dans la sphère des conjectures, il est possible que les Karpfen aient pu bénéficier des activités du Raphaelsverein, organisation de bienfaisance allemande fondée par le Vatican dont le but était de trouver des lieux de refuge pour les catholiques non-aryens allemands. Son entrée au Brésil eut lieu par le biais d’une structure dans laquelle était impliqué, outre le Vatican, le Centro Dom Vital, institution qui, si elle était à ce moment-là (c’est-à-dire en 1939) déjà dirigée par Alceu Amoroso Lima, gardait encore une bonne part des tendances et attitudes ultramontaines héritées de son précédent directeur, Jackson de Figueiredo. Ce parcours ne sera pas sans incidence sur l’accueil qui sera ensuite réservé à Carpeaux au Brésil dans certains milieux intellectuels.

### Au Brésil
Ainsi, Carpeaux, se sentant en insécurité devant la montée en puissance du fascisme en Europe, décida-t-il fin 1939 de fuir avec sa femme pour le Brésil. Durant le voyage en bateau éclata la guerre en Europe. En signe de répudiation de tout lien avec le Troisième Reich, il troqua son patronyme germanique Karpfen pour le nom français Carpeaux.
Au moment où il débarqua au Brésil, il ignorait tout de la littérature brésilienne, ne savait pas un mot de portugais, et ne connaissait personne sur place. Il fut, à titre d’immigrant, envoyé vers une fazenda (exploitation agricole) dans le Paraná, pour y travailler dans les champs.
Le cosmopolite et érudit Carpeaux gagna bientôt São Paulo, où, sans travail, il parvint à survivre en se résignant à vendre ses propres possessions, y compris livres et œuvres d’art. Déjà polyglotte à son arrivée, sachant en effet, outre l’allemand, sa langue maternelle, l’anglais, le français, l’italien, l’espagnol, le néerlandais, le catalan, le galicien, l’occitan, le latin et le servo-croate, il n’eut aucune peine, vu ses connaissances des autres langues néo-latines, à s’approprier en l’espace d’un an la langue portugaise.
En 1940, il tenta de prendre pied dans le journalisme de son pays d’adoption, mais sans y parvenir. C’est alors qu’il écrivit une lettre à Álvaro Lins (pt) au sujet d’un article sur Eça de Queiroz. Le réponse vint sous la forme d’une invitation à rédiger un article littéraire pour le journal O Correio da Manhã, de Rio de Janeiro, article qui sera publié et lui vaudra un emploi de chroniqueur littéraire. Il se mit à présent à publier des articles à intervalles réguliers. Jusqu’à 1942, Carpeaux écrivit en français ses articles, que l’on publiait ensuite en traduction portugaise. Sa grande érudition lui permit de faire connaître au Brésil des auteurs étrangers peu ou mal connus du public local et devint bientôt un critique littéraire renommé. Cette même année 1942, Otto Maria Carpeaux se naturalisa brésilien et fit paraître le recueil d’essais Cinzas do Purgatório (litt. Cendres du purgatoire).
Le bégaiement dont souffrait Carpeaux lui interdisant d’occuper une chaire d’enseignant universitaire, il occupa plusieurs postes de bibliothécaire : entre 1942 et 1944, il fut directeur de la bibliothèque de la Faculté nationale de philosophie, et de 1944 à 1949 directeur de la bibliothèque de la Fondation Getúlio Vargas. En 1943 parut de sa main Origens e Fins. En 1947, il acheva et publia sa monumentale História da Literatura Ocidental, en huit volumes, qui est considéré comme l’ouvrage le plus important en langue portugaise dans le domaine de l’histoire littéraire. Le critique José Lino Grünewald (pt) qualifia cet ouvrage d’un des plus brillants produits de la prose portugaise, nonobstant que Carpeaux ne fût pas lusophone de naissance. Cette œuvre est également unique en ceci que l’auteur s’attache à établir des relations entre les différentes périodes, à l’effet de créer une vision organique de l’histoire littéraire. Y sont évoqués brièvement et analysés plus de huit mille écrivains, depuis Homère jusqu’aux auteurs modernes, sans compter les auteurs seulement effleurés ; tous du reste sont traités dans leur langue d’origine, tant dans l’exposé les concernant que dans les passages tirés de leurs œuvres et la bibliographie présentée. Le nombre total des œuvres citées avoisine les 30 000.
En 1950, il devint rédacteur-éditeur du Correio da Manhã, et publia en 1951 Pequena Bibliografia Crítica da Literatura Brasileira, livre singulier sur la littérature nationale brésilienne, réunissant, dans l’ordre chronologique, plus de 170 auteurs classés selon les courants auxquels ils appartiennent, depuis la littérature coloniale jusqu’à nos jours. Parallèlement, il eut une abondante production de chroniqueur littéraire, écrivant toutes les semaines pour plusieurs journaux.
En 1953, il fit paraître Respostas e Perguntas (litt. Réponses et Questions) et Retratos e Leituras (litt. Portraits et Lectures). Vint ensuite la parution de Presenças, et, en 1960, de Livros na Mesa (litt. Des livres sur la table).
En 1961 et 1964, il obtint le prix Jabuti, dans la catégorie Critique littéraire/théorie littéraire. Après le coup d’État militaire, il devint le coéditeur, aux côtés d’Antônio Houaiss, de la Grande Enciclopédia Delta-Larousse.
Il mourut le 3 février 1978 à Rio de Janeiro d’une crise cardiaque.

## Positionnement politique
Sur le plan politique et idéologique, Carpeaux eut des positionnements en apparence contradictoires, propices en tout cas à alimenter une controverse autour de sa mémoire, controverse qui du reste avait cours déjà de son vivant et concerne la question de savoir s’il était un intellectuel réactionnaire ou un intellectuel « progressiste ».
Une partie de sa trajectoire, plus précisément sa période autrichienne, où il était proche du parti catholique conservateur, et le fait qu’il a pu immigrer au Brésil grâce au Centro Dom Vital dirigé peu avant par l’ultramontain Jackson de Figueiredo, explique l’antipathie avec laquelle il fut reçu par plusieurs écrivains modernistes dans les années 1940, écrivains pour la plupart liés au Parti communiste du Brésil (PCB), tels que Jorge Amado. La polémique qui opposa Carpeaux à quelques-uns des collaborateurs de la revue de gauche Diretrizes (pt), parmi lesquels Mário de Andrade, Oswald de Andrade et Carlos Lacerda, peut servir d’illustration de ces rapports inamicaux : dans le sillage de la publication dans Revista do Brasil d’une nécrologie peu amène sur l’humaniste français et prix Nobel de littérature Romain Rolland (où celui-ci était visé non pas tant pour ses positions de pacifiste et d’homme de gauche, mais pour la qualité de ses écrits), Carpeaux fut lui-même la cible d’un manifeste de rejet signé par les écrivains susnommés et publié dans ladite revue Diretrizes, ce qui contribua à le faire passer pour une figure réactionnaire. Parmi les griefs formulés contre lui dans ce manifeste figurait la « série de faveurs » dont il venait de bénéficier de la part du gouvernement estado-noviste, notamment l’asile politique et l’obtention en 1944 de la naturalisation brésilienne. La campagne contre lui se prolongera bien au-delà de ce manifeste, d’autres articles de répudiation contre Carpeaux y faisant suite en effet, qui s’en prenaient cette fois à sa production intellectuelle, accusée de présenter des « caractéristiques encyclopédique, eurocentriste et baroque », autant de traits supposément typiques d’un auteur « régressé à Hegel, un conformiste se drapant de non-conformisme, ayant une position spiritualiste de qui se dévore lui-même », ainsi que l’énonçait un autre article paru dans Diretrizes. L'écrivain français Georges Bernanos, en exil au Brésil à cette période, participa à ce débat, polémiquant avec Carpeaux à travers ses articles.
Pourtant, poussé sans doute par ses amis, Carpeaux s’était approché du PCB. La revue communiste Literatura consacra son numéro du premier semestre de 1947 au centenaire du poète bahianais Castro Alves, numéro dans lequel fut publié un manifeste émanant de l’intelligentsia brésilienne (alors majoritairement de gauche) qui tenait à souligner entre autres : « Sans aucun doute, la meilleure manière de célébrer le centenaire de Castro Alves consiste à réaffirmer la foi patriotique qui ressort du contenu de son œuvre patriotique et démocratique comme programme permanent de pensée et d’action au service du peuple ». Ce manifeste explicite fut signé par quelque 300 intellectuels, dont Afonso Arinos de Mello Franco, Astrojildo Pereira, Caio Prado Jr., Carlos Drummond de Andrade, Graciliano Ramos, Manuel Bandeira, Cândido Portinari, Hélio Peregrino, Sérgio Milliet, José Lins do Rego, Eneida de Moraes, Prado Kelly, et Otto Maria Carpeaux. Il s’agissait d’ailleurs aussi du dernier document émanant du front uni culturel créé à la fin de l’Estado Novo. Cette unité de l’intelligentsia fut sensiblement ébranlée par la mise hors la loi du PCB en 1947, le renvoi de ses mandataires parlementaires en 1948, et l’exacerbation de la guerre froide à la fin de la décennie 1940. Dans le même temps, la politique culturelle du PCB se faisait de plus en plus étriquée et sectaire, en concomitance avec la prédominance des idées d’Andreï Jdanov dans la politique culturelle soviétique. Ces évolutions feront s’éloigner progressivement du mouvement communiste un grand nombre d’intellectuels et d’artistes brésiliens, parmi lesquels Carlos Drummond de Andrade, Manuel Bandeira, Érico Veríssimo, Àlvaro Lins, Alceu Amoroso Lima, et aussi Carpeaux. Le plus dramatique sans doute des différents incidents qui émailleront ce processus de scission de l’intelligentsia brésilienne est celui qui se produisit lors de l’élection de la Société des écrivains brésiliens (Sociedade dos Escritores Brasileiros, devenue União Brasileira de Escritores en 1958), tenue en mars 1949, où, pour la première fois, deux listes distinctes furent en lice : l’une appuyée par les communistes, et l’autre par les courants libéraux-démocrates. Sur la liste d’opposition libérale figuraient notamment Carlos Drummond de Andrade, Manuel Bandeira, Afonso Arinos de Melo Franco, et Otto Maria Carpeaux, la plupart ayant pourtant signé naguère le manifeste de 1947 et soutenu alors les candidats communistes. Les intellectuels présents en vinrent même aux mains pendant la réunion, et Carlos Drummond de Andrade se fit agresser physiquement. Les communistes remportèrent le scrutin, mais la Société des écrivains se vida d’une partie de ses effectifs, perdit son caractère unitaire, et vit fortement diminuer l’importance et l'ascendant qu’elle avait encore dans les années antérieures.
Une autre raison encore pour laquelle Carpeaux fut catalogué dans le camp conservateur est le fait qu’il sera pendant de longues années l’un des principaux rédacteurs du quotidien carioca du matin Correio da Manhã, et qu’il sera même soupçonné d’être l’auteur, ou un des auteurs, des fameux éditoriaux intitulés « Basta! » (Assez !) et « Fora! » (Dehors !), respectivement du 31 mars et du 1er avril 1964, par le truchement desquels ce journal, connu pour son identification avec la tradition libérale et avec une conception singulière de la démocratie sous-tendue par cette tradition, joignit finalement sa voix au chœur des putschistes. Enfin, certains auteurs contestent que Carpeaux ait jamais été un penseur de gauche ; le philosophe Olavo de Carvalho p.ex. affirme dans sa préface à Ensaios Reunidos 1942-1978 que Carpeaux ne fut jamais marxiste, qu’il ne désavoua jamais ses idées conservatrices, et qu’il ne s’approcha du PCB que par pur opportunisme et parce qu’il y était poussé par ses amis, et souligne, témoignages directs à l’appui, que Carpeaux demeura profondément catholique et ne cessa jamais de faire quotidiennement ses oraisons ; il n’y eut donc point, selon Carvalho, de « métamorphose » idéologique de Carpeaux au Brésil, mais une cohérence dans son positionnement politique, une constance de droite, et ce de sa période autrichienne jusqu’à sa mort.
Ce nonobstant, son rôle d’opposant actif aux gouvernements militaires lui vaudra, à la fin de sa vie, une réputation d’intellectuel définitivement lié à la partie gauche de l’éventail politique national. Tout doute au sujet du caractère progressiste de son positionnement fut dissipé par une note par lui signée et incluse dans son ouvrage Vinte e Cinco Anos de Literatura, publié en 1968 : il fit savoir en effet par cette note qu’il renonçait à ce qui avait été sa principale activité pendant plus de trois décennies, pour se vouer désormais à la lutte contre la dictature brésilienne la plus récente, ce pourquoi il ne se considérait plus comme appartenant au « cercle littéraire d’amis » — écrivant textuellement : « Ma tête et mon cœur sont ailleurs. Ce qui me reste de capacité de travail appartient au Brésil et à la lutte pour la libération du peuple brésilien. ». À ce moment-là, Carpeaux avait déjà à son actif une série d’articles de sa main hostiles au coup d’État et aux gouvernements dictatoriaux qui se succédèrent après le putsch de 1964 ; il s’était distancié du Correio da Manhã et avait été cité dans un rapport d’enquête de la police militaire justement en raison de sa prise de position contre la dictature ; il était devenu un collaborateur régulier de la Revista de Civilização Brasileira, où il se signalait par ses articles évoquant la figure d’Antonio Gramsci et diffusant ses idées ; et il s’était approché d’intellectuels qui font figure de vigoureux opposants au régime militaire, tels que Florestan Fernandes, Henfil, Carlos Heitor Cony (pt), Leandro Konder (pt) et plusieurs autres. Privé d’espace de travail dans la presse durant les gouvernements militaires, il exercera son ultime activité professionnelle dans l’équipe de rédaction de l’encyclopédie Delta Larousse.

## Traits personnels
José Roberto Teixeira Leite (pt), homme de vaste érudition lui aussi, qui connut Carpeaux quand celui-ci vivait à Rio de Janeiro, décrivit ainsi la figure du savant autrichien : « Carpeaux était un des hommes les plus laids que j’aie connus… Son apparence néanderthalesque, tout en mandibules et en sourcils, faisait le délice des caricaturistes : il ressemblait, ni plus ni moins, à un troglodyte, mais un troglodyte lisant Homère et Virgile dans l’original, se délectant de Bach et de Beethoven, et sachant distinguer l’un de l’autre Rubens et Van Dyck ». Et Teixeira Leite d’ajouter que Carpeaux était totalement bègue, ce qui l’écartait des chaires universitaires et le confinait dans les bibliothèques, les cabinets d’études et les rédactions.
Il s’était lié d’amitié avec nombre d’intellectuels de son époque, mais s’était fait aussi quelques inimitiés. Plus d’un l’a décrit comme un homme généreux, patient, mais intransigeant lorsqu’il était provoqué par des faits et des jugements qu’il estimait ineptes ou faux.

## Œuvre
Carpeaux est l’auteur de centaines d’articles dans le domaine de la critique littéraire, de l’histoire de la culture et de l’histoire littéraire, et publia, en plus de sa monumentale História da Literatura Ocidental, pas moins de 14 livres consacrés à des sujets littéraires. Cet ensemble d’écrits détermina un enrichissement considérable de la critique littéraire brésilienne, non seulement parce qu’ils introduisaient au Brésil des auteurs jusque-là inconnus dans ce pays, tels que Walter Benjamin ou Franz Kafka, mais aussi parce qu’ils exposaient et mettaient en œuvre de nouvelles méthodes d’analyse et de nouvelles grilles de lecture. À ces écrits, il faut ajouter plusieurs études biographiques, des études sur l’histoire de la musique, des scénarios pour émissions radiophoniques et même quelques scénarios de film. Viennent enfin compléter cet abondant corpus les ouvrages et articles de Carpeaux au contenu expressément politique, marqués par son engagement personnel, d’abord dans le contexte agité de sa période européenne avant la Deuxième Guerre mondiale et l’Anschluss, ensuite sous la dictature brésilienne consécutive au coup d’État de 1964, auquel il s’opposa de façon incisive.
En tant que critique littéraire, Carpeaux ne se limita pas toutefois à être un simple divulgateur de la production littéraire européenne, mais fut aussi un intervenant actif dans la création littéraire brésilienne elle-même. P.ex., en 1949, alors qu’il séjournait au Brésil depuis moins de 10 ans et qu’il possédait encore imparfaitement sa langue d’adoption, il lança un audacieux ouvrage dont le titre illustre bien sa posture devant la production littéraire de son pays d’accueil : Pequena Bibliografia Crítica da Literatura Brasileira.
Ses essais littéraires ont été réunis en deux volumes comprenant, pour le premier, paru en 1999, les quelques livres publiés par Carpeaux de son vivant dans la période allant de 1942 à 1978 (volume I, dirigé et longuement préfacé par le philosophe Olavo de Carvalho), pour le second, paru en 2005, une collection d’articles de presse, de préfaces et d’introductions, écrits entre 1946 et 1971 et parus de façon éparse dans divers périodiques auxquels il avait collaboré (volume II). L’éditeur annonce la publication de quatre autres volumes d’articles (Ensaios Reunidos III, Obras Históricas Breves, Escritos Políticos Brasileiros, et Escritos Políticos Estrangeiros).

### História da Literatura Ocidental
L’ouvrage majeur d’Otto Maria Carpeaux, la monumentale História da Literatura Ocidental, est aujourd’hui unanimement considéré par la critique brésilienne non seulement comme l’apogée de la production carpocienne, mais encore comme l’un des sommets de l’historiographie littéraire en langue portugaise, voire mondiale. Paru originellement en 1947 en huit volumes, il connut plus récemment, en 2008, par les soins du Sénat fédéral du Brésil, une troisième édition, en 4 volumes et 3025 pages. Le livre englobe dans une même entreprise analytique toute la littérature occidentale, depuis les principales œuvres grecques classiques jusqu’aux œuvres alors contemporaines, dont beaucoup d’auteurs brésiliens.
L’ouvrage se compose de centaines d’essais dans lesquels le bagage de sa formation européenne — l’historicisme allemand de Dilthey, Hegel, Simmel, Weber et d’autres, et « l’esthétique de l’expression et de l’intuition » de Benedetto Croce — entre en dialogue avec un ensemble d’autres outils méthodologiques afin de prendre en compte et de donner à voir ce qui le culturalisme européen avait coutume d’écarter et que les théories esthétiques tendaient à considérer comme des éléments accessoires de la recherche culturelle, tels que les facteurs historiques et psychologiques. À la différence d’autres ouvrages de même propos, l’histoire littéraire de Carpeaux ne se limite pas à dérouler les noms des écrivains significatifs de telle période littéraire ou de la littérature de tel pays ou en telle langue, avec résumés biographiques et notices bibliographiques, le tout assorti éventuellement d’une petite anthologie ; le projet de Carpeaux a consisté au contraire à exposer une vision d’ensemble de toutes les littératures occidentales, analysées au-dedans d’un continuum descriptif, où se trouvent encastrés dans les développements chronologiques quantité de considérations sociologiques, économiques, politiques, religieuses, etc., donnant naissance à un panorama où l’on s’attache à appréhender plutôt qu’à expliquer les phénomènes humains et sociaux, dans le dessein d’identifier non leurs causes, mais les intentions et les champs d’action qui les sous-tendent. Ainsi les analyses proprement littéraires sont-elles précédées dans chaque chapitre d’une étude sur l’époque ou sur la civilisation dans lesquelles les faits décrits se situent, permettant au lecteur d’apprécier sous toutes ses facettes telle ou telle période, depuis ses prémices jusqu’à son apogée, avec ses ramifications et ses éventuelles retombées dans d’autres périodes historiques ou artistiques. Les analyses présentées n’exposent pas seulement les aspects triviaux de la vie des auteurs, mais aident à saisir comment et pourquoi leurs œuvres ont surgi et les répercussions qu’elles ont pu éventuellement avoir sur d’autres époques et régions. Par le caractère en quelque sorte tentaculaire des études contenues dans cet ouvrage, il serait inapproprié d’en faire un usage fragmentaire, comme d’un simple catalogue où des publicistes pressés pourraient aller puiser des données biographiques. C’est un livre d’un seul tenant, qu’il convient de lire en entier, comme un cycle de sagas dans lequel interviennent des milliers de personnages engagés dans le phénomène de la création littéraire.
Ce point de vue méthodologique élargi, découlant du postulat que les aspects biographiques de tel auteur doivent s’apprécier au regard de son environnement social et de ses influences culturelles, sera appelé par Carpeaux lui-même « stylistico-sociologique ». L'auteur précisa : « la relation entre  littérature et société […] n’en est pas une de simple dépendance sans plus : c’est une relation compliquée, de dépendance réciproque et d’interdépendance des facteurs spirituels (idéologiques et stylistiques) et des facteurs matériels (structure sociale et économique). ».

### Publications d’Otto Maria Carpeaux
- Wege nach Rom – Abenteuer, Sturz und Sieg des Geistes, Reinhold Verlag, Vienne, 1934 (signé Otto Karpfen)
- Österreichs europäische Sendung, Reinhold Verlag, Vienne, 1935 (sous le pseudonyme d’Otto Maria Fidelis)
- Cinza do Purgatório (1942)
- Origens e Fins (1943)
- História da Literatura Ocidental (8 volumes à l’origine, 1947)
- Pequena Bibliografia Crítica da Literatura Brasileira (1951)
- Perguntas e Respostas (1953)
- Retratos e Leituras (1953)
- Presenças (1958)
- Uma Nova História da Música (1958)
- Livros na Mesa (1960)
- A Literatura Alemã (1964)
- A Batalha da América Latina (1965)
- O Brasil no Espelho do Mundo (1965)
- As Revoltas Modernistas na Literatura (1968)
- 25 Anos de Literatura (1968)
- Hemingway: Tempo, Vida e Obra (1971)
- Alceu Amoroso Lima (biographie, 1978)
- Sobre Letras e Artes (1992)
- 1999 - Ensaios Reunidos 1942-1978 (Vol.1, de A Cinza do Purgatório à Livros na Mesa. Notice biographique d’Olavo de Carvalho)
- 2005 - Ensaios Reunidos 1946-1971 (Vol.2)

### Ouvrages et essais à propos d’Otto Maria Carpeaux
- Andréas Pfersmann, « Otto Maria Carpeaux, Romain Rolland et le modèle français. Une controverse politico-littéraire dans le Brésil des années 1940 », Remate de Males, Campinas (São Paulo), Departamento de Teoria Literária / Instituto de Estudos da Linguagem / UNICAMP, vol. 34, no 1,‎ avril 2014, p. 221-234 (DOI 10.20396/remate.v34i1.8635843, lire en ligne).
- Eduardo Gomes Silva, « Reacionário » ou « progressista »? A disputa acadêmica e editorial em torno da memória de Otto Maria Karpfen/Carpeaux, communication pour le XXVIe Symposium national d’histoire, organisé par l’Associação Nacional dos Professores Universitários de História (ANPUH) et tenu en juillet 2011 à São Paulo.
- José Maria e Silva, "A Missão Civilizatória de Otto Maria Carpeaux, " Jornal Opção, 8 août 1999.
- Olavo de Carvalho, Otto Maria Carpeaux, dans Portuguese Literary & Cultural Studies. Special Issue, no 4. João Cezarde Castro Rocha (org.), University of Massachusetts, Dartmouth, 2000.
- Pedro Maciel, O Historiador das Idéias, Digestivo Cultural, novembre 2002.
- Sérgio Augusto, O Melhor Presente que a Áustria nos Deu, Digestivo Cultural, 2002.
- Mauro Souza Ventura, De Karpfen to Carpeaux. Rio de Janeiro: Topbooks, 2002.
- José Roberto Teixeira Leite. Di Cavalcanti e Outros Perfís. São Paulo: Edifieo, 2007.
- Leandro Konder, Otto Maria Carpeaux (1900-1978), Revista Espaço Acadêmico, no 82, 2008.
- Ivo Barroso, A História de Carpeaux, O Estado de São Paulo, novembre 2008.
- Mauro Souza Ventura, Otto Maria Carpeaux Leitor de Walter Benjamin, GHREBH, Vol. 1, no 15, 2010.
- Ademir Luiz da Silva, O Maior dos Escritores de Segunda Ordem: A Polêmica Crítica Carpeaux-Mann, Via Litterae, Vol. 2, no 2, jul./dez. 2010.
- J. C. Guimarães, Carpeaux e Alguns Profetas, Jornal Opção, no 1889, septembre 2011.
- Franklin Jorge, Otto Maria Carpeaux e a Literatura, Blecaute, année 4, no 12, septembre 2012.
- J. C. Guimarães, A Odisseia do Espírito, Jornal Opção, no 1948, novembre 2012.
- J. C. Guimarães, A Odisseia do Espírito: Final, Jornal Opção, no 1949, novembre 2012.
- Raimundo de Menezes, Dicionário literário brasileiro, Rio de Janeiro, éd. LTC, 1978.